# Іван Квенен
Іван Квенен (фр. Yvan Quénin, 1 березня 1920 — липень 2009) — французький баскетболіст.
Срібний призер Олімпійських ігор 1948 року.